# Pulsatilla girodi
Pulsatilla girodi är en ranunkelväxtart som beskrevs av Georges Rouy. Pulsatilla girodi ingår i släktet pulsatillor, och familjen ranunkelväxter. Inga underarter finns listade i Catalogue of Life.